# 君じゃなきゃダメみたい
「君じゃなきゃダメみたい」は、オーイシマサヨシの楽曲。2014年8月27日にKADOKAWA メディアファクトリーより発売された。

## 概要
大石昌良がアニメ・ゲーム関連楽曲で使用する「オーイシマサヨシ」名義で発表した初のシングル。表題曲はテレビ東京系アニメ『月刊少女野崎くん』のオープニングテーマ。シンプルでストレートなアニメソングとなっている。
カップリングの「純情可憐書店屋ガール」は、アニメイト渋谷店で『月刊少女野崎くん』の単行本を抱えた女性を見たことから生まれた曲だと語っている。
2019年3月1日には、ソニー・ミュージックエンタテインメントのアニメソング人気投票キャンペーン「平成アニソン大賞」において作曲賞（2010年 - 2019年）に選出された。
2025年3月29日放送の『アニソンプレミアムRADIO』にて大石は「イントロのアコギは自宅で録音した。ギターの前のマイクと使ったのがエレアコなので、ギターの中にもマイクがあってツインマイクで録ったのをLRに広げた。聞いたら独特な雰囲気で録れていたのでエンジニアにそのままで使って欲しい(エフェクトを掛けないで録音した音源の状態のままで)と頼んだ」と語った。

## 収録曲
全作詞・作曲・編曲：大石昌良
1. 君じゃなきゃダメみたい [3:52]
2. 純情可憐書店屋ガール [3:53]
3. 君じゃなきゃダメみたい (Instrumental) [3:51]
4. 純情可憐書店屋ガール (Instrumental) [3:53]

## タイアップ
君じゃなきゃダメみたい
テレビ東京系アニメ『月刊少女野崎くん』オープニングテーマ

## 演奏
君じゃなきゃダメみたい
- オーイシマサヨシ：Vocal, Chorus
- 大石昌良：Acoustic Guitar, Electric Guitar, Programming
- 岸田勇気：Piano, Organ
- 工藤嶺：Bass
- 山内"masshoi"優：Drums
- 五反田靖：Trumpet
- 丸木英治：Trumpet
- 宮内岳太郎：Trombone

## カバー
君じゃなきゃダメみたい
- 大石昌良 - 作曲者本人によるセルフカバー。アルバム『大石昌良の弾き語りラボ』収録[6]。
- OxT - アルバム『Hello New World』に収録[7][注 1]。
- 佐香智久 - アルバム『キミの耳にラブソングを』に収録[9]。
- Poppin'Party（Vo：戸山香澄 / CV：愛美） - 2018年1月3日にゲーム『バンドリ! ガールズバンドパーティ!』に追加収録[10]。2019年3月16日発売の『バンドリ！ ガールズバンドパーティ！ カバーコレクション Vol.2』でCD初収録[11]。
- Gero - シングル「HHOOWWLL」特典CDに収録[12]。
- Argonavis - 『Argonavis 0-BEYOND LIVE -始動-』などで披露。
- 羽咲みはる - 2021年11月3日に発売されたカバーアルバム『みはるーむ』に収録[13]。また、2022年10月25日に行われたワンマンライブ『Autumn♡みはるーむ』でも披露された[14]。